# Krążki lodowe

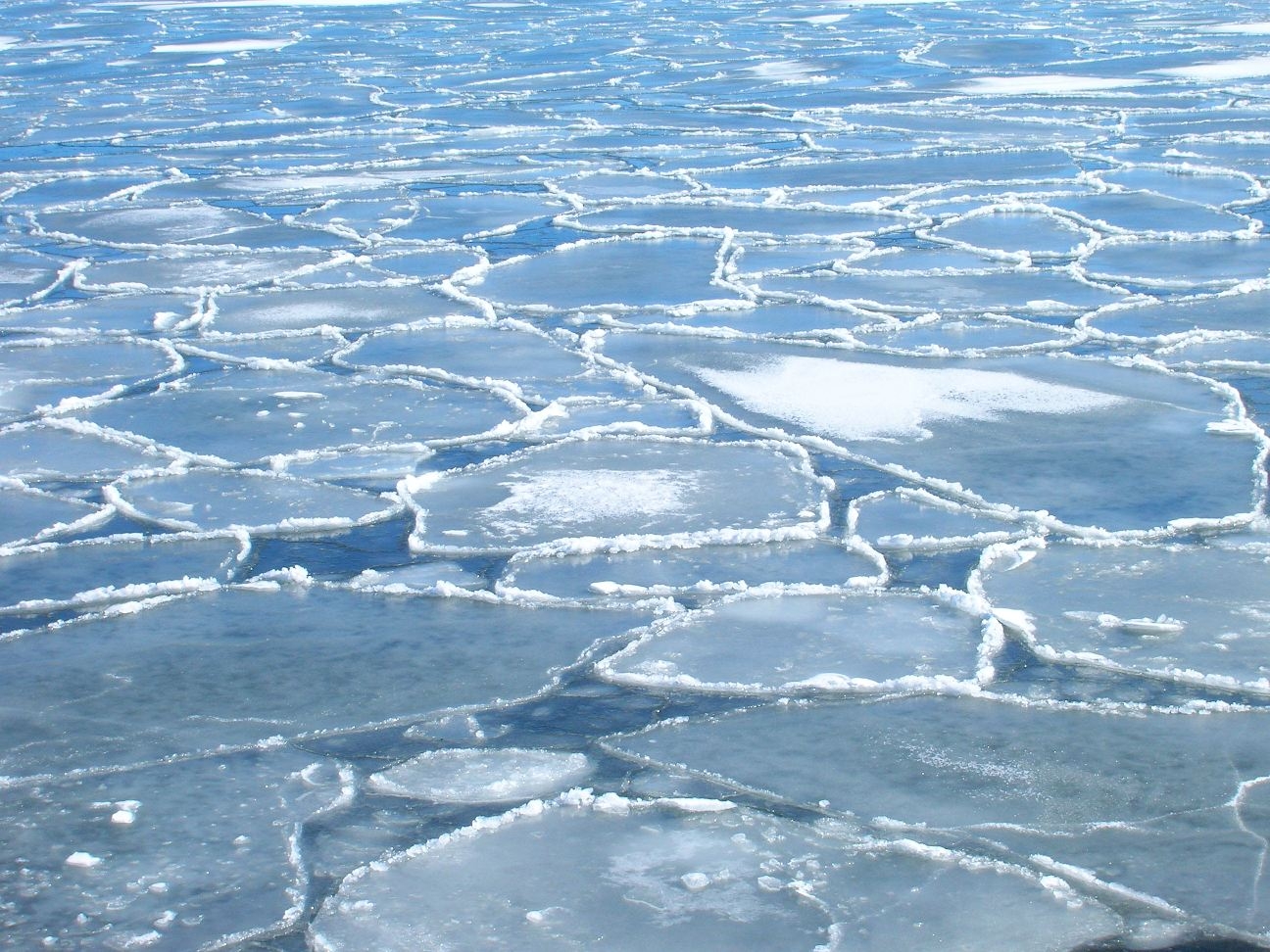
Krążki lodowe

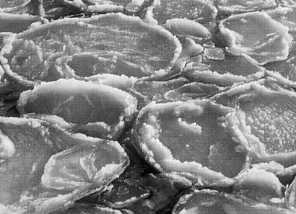
Krążki lodowe

Krążki lodowe (ang. pancake ice, lód plackowy) – zjawisko lodowe, stanowiące etap zamarzania cieku lub zbiornika wodnego. Jest to jedna z form lodu pływającego.

## Opis
Krążki lodowe to płytki lub płyty pływającego lodu o średnicy od 30 cm do 3 m, mające grubość do 10 cm. Wskutek zderzania się płytek ich kształt jest przeważnie okrągły, a obrzeże podniesione. Przy słabym falowaniu tworzą się ze zmarzania lepy lodowej, lepy śnieżnej lub śryżu, bądź na skutek kruszenia szkła lodowego lub lodu świeżego (niłasu). Jeżeli falowanie jest silne, krążki lodowe mogą powstawać także na skutek łamania lodu szarego. Mogą tworzyć się także na pewnej głębokości i wypływać na powierzchnię, jeżeli w wodzie występuje granica mas wodnych różniących się właściwościami fizycznymi. Tak powstałe krążki lodowe mogą w krótkim czasie pokryć znaczne obszary morza.